# Shanyangosaurus
Shanyangosaurus („ještěr ze souvrství Šan-jang“) byl rod malého teropodního dinosaura z kladu Coelurosauria. Žil v období svrchní křídy na území současné čínské provincie Šen-si.

## Popis
Objeveny byly pouze fosilní fragmenty kostí předních a zadních končetin, které jsou duté a naznačují příslušnost tohoto teropoda ke kladu Avialae. Fosilie pocházejí ze souvrství Šan-jang (Shanyang) a lokality Niou-pchang-kou (Niupanggou), která dala dinosaurovi i jeho druhové jméno. Více informací ale není možné na základě omezené kvality a kvantity fosilního materiálu získat. Formálně byl typový druh Shanyangosaurus niupanggouensis popsán čtveřicí čínských paleontologů v roce 1996.